# BrudBBB
BrudBBB (poznat i kao Brud BBB) zagrebački je glazbeno umjetnički projekt i bend.
Nastao na relaciji Dubec / centar, 2012. godine, sadrži stalnog glavnog istoimenog člana BrudBBB-a, te njegovog dugogodišnjeg producenta Fantoma. Obilježja glazbe BrudBBB-a su interni humor, ljubav, samodestrukcija, te socijalne tematike.

## Povijest

### Početci i Lažni prijatelj (2008. – 2014.)
U rujnu 2008. godine, BrudBBB nastavio je svoje osnovnoškolsko obrazovanje (stečeno u Dupcu) u jednoj zagrebačkoj gimnaziji. Već prvog dana upoznao je osobu koja mu se predstavila kao Fantom. Na prvi pogled, dvije potpuno različite osobe, ubrzo su postale svjesne realnosti sustava njihove srednje škole, te široke palete zanimljivih ljudi koji su je paralelno pohađali. Tu je započelo veliko prijateljstvo i razvoj delikatnog internog humora, koji se ubrzo proširio i na druge određene osobe, poput Krebe iz Krebe 13 i DJ Billipsa.
Brudova prva glazbena suradnja bila je u kolaborativnom glazbenom projektu i bendu Kreba13, s kojim je 2010. snimio veliki kršćanski rock hit - Jer bog si ti.
Godine 2011. nakon dugo iščekivanog maturalnog putovanja, između BrudBBB-a i Fantoma došlo je do određenih netrepeljivosti, koje su po mnogim izvorima bile uzrokovane turbulentnim odnosima između njih dvoje i ženske osobe znanom kao Yayo. U kraćem razdoblju tih zahlađenih odnosa, BrudBBB napisao je i u proljeće 2012. objavio prvu pjesmu svojeg repertoara, Lažni prijatelj.
Iako ni do dana današnjeg nije službeno potvrđeno o kome govori Lažni prijatelj, pretpostavlja se da je riječ o samome Fantomu, na što ukazuje većina fotografija koje prate službeni audio pjesme na YouTubeu.
Paralelno se kroz godine drastično povećao broj zanimljivih poznanstava BrudBBB-a, koja su na neki način postala i temelj humora budućeg projekta; posebice u stilu nabrajanja tih osoba, njihovog stavljanja u smiješan kontekst ili objavljivanje njihovih fotografija, najčečešće s naglaskom na licu.
Ubrzo nakon objave Lažnog prijatelja, BrudBBB-ove i Fantomove nesuglasice su nestale i završile šalom. U tom razdoblju Fantomu je došla ideja da Lažnog prijatelja profesionalno snime u njegovom studiju, Laboratoriju. Tako je i bilo, te je originalna akustična verzija Brudove pjesme, 18. prosinca 2012. prvoga puta službeno objavljena, i to u svježem reggae obliku.

### Reinkaranacija projekta i Nepismeni vuk (2014.)
Nakon uspjeha reggae verzije Lažnog prijatelja, projekt se pauzirao na neodređeno razdoblje, radi posvećivanja akademskim i privatnim obavezama.
U ljeto 2014. BrudBBB i Fantom obnovili su glazbeni odnos, te počeli razmatrati o snimanju nečega novog. Prilikom jednog druženja u Laboratoriju, tijekom kojeg se konzumirala veća količina pive i marihuane, duo je došao na ideju da njihov prvi veliki hit Lažni prijatelj snime u obliku novog žanra, hardcore punka, s kojim je Fantom već godinama prijateljevao. 
EP Lažni prijatelj, snimljen u jednoj večeri, skupa s demoverzijom pjesme, novim mixom originalne verzije i akustičnim outtakeom, objavljen je 6. lipnja 2014. godine. Ubrzo je postao veliki hit i često puštana pjesma po partyjima.
U jesen iste godine, inspirirani vicem kojeg im je ispričao poznanik Komar Pavlinek, BrudBBB snima novi single Nepismeni vuk. Ovoga puta projekt je zaronio u heavy metal žanr, inspiriran, po riječima Fantoma: konstantnim slušanjem albuma St. Anger Metallice i grupe Rammstein. Singl je primio vrlo pozitivne kritike.

### Sektor nejebica (2016. – 2018.)
U ljeto 2016., BrudBBB i Fantom dogovorili su termin na već dobro poznatoj lokaciji, u Laboratoriju, s namjerom da počnu dogovarati pisanje i snimanje novim pjesama. Na putu prema studiju, tijekom vožnje u tramvaju, Brud piše tri nove pjesme (''Ko sam ja?'', ''Draga'' i ''Želim da mi kažeš''). Nakon pregovora, duo se odlučuje snimati Ko sam ja?. Na pitanje kojeg bi žanra pjesma bila, BrudBBB je odgovorio: ''neki country rock''. Fantom je počeo improvizirati gitarski riff, te je ubrzo pjesma nastala, prateći tekst kojeg je Brud napisao. Snimljena u nekoliko dana, stavljena je sa strane kako bi se duo dogovorio hoće li ovaj put ciljati na kompletno albumsko izdanje, te zaobići dotadašnje izdavanje isključivo singlova.
Istoga ljeta duo snima i svoju prvu obradu, pjesmu Tko je to bio?, zagrebačkog indie rock sastavaBig Strip Gorila. Obrada je kasnije doživjela kontroverze zbog žanra u kojem su je snimili, koji je objedinio srpski turbo folk i hard rock / heavy metal u stilu Thompsona. Bend je opovrgnuo ikakve političke poruke, te više dao naglasak na socijalni aspekt današnje mladeži, izjavivši da je dva žanra spojio čisto kao prikaz česte kontradikcije slušanja dvaju kontrirajuća glazbena žanra, glazbeno i svjetonazorski. Fantom je kasnije komentirao da su samo htjeli sprdati Big Strip Gorilu,a a žanrom postići šok element.
Ljeto 2017. Brud provodi radno u SAD-u, pripremavši se za snimanje albuma na jesen. 
U listopadu 2017. BrudBBB okuplja se i nastavlja snimanje novih pjesama. Vodivši se frazom koja ih je zaintrigirala još otkako ju je izjavio njihov prijatelj Ovčar, duo temu novog albuma vrti oko želje imanja seksualnih odnosa i neuspješnim ostvarivanjem te želje, zajedno u kombinaciji sa, do sada već standarnim humorom korištenja imena različitih poznanika i zanimljivih osoba. Novi i prvi službeni album BrudBBB-a izlazi 22. studenog 2017., pod nazivom Sektor nejebica.
Na albumu kojeg krasi šarenilo žanrova i stilova, proizašli su danas kultni hitovi poput ''Ko sam ja?'', ''Svetište'' i ''Sektor nejebica''.

### Iduća izdanja (2018. – 2020.)
U zimu 2018., BrudBBB odlučio se snimiti originalnu božićnu pjesmu, ideju koju je već neko vrijeme imao. Rezultat je bio pjesma prigodnog naziva, Božićna, objavljena 17. prosinca 2018., te je ubrzo postala jedna od najviše vrćenih pjesama po božićnim tulumima.
U proljeće 2020., inspiriran pojavom i frustracijom posljedica COVID-19 pandemije te nedavnim potresom koji je zahvatio Zagreb, Fantom se odlučuje napraviti novu pjesmu s BrudBBB-om. Curvona je objavljena 13. travnja 2020. s pratećim videom.

### Pankeri iz Mercedesa (2020 - danas.)
U veljači 2021., na službenom kanalu izdavačke kuće Fantom Studio Production objavljena su dva takozvana ''teasera'' za novo izdanje benda.
8. ožujka 2021., glazbeni portal Soundguardian objavio je službenu najavu novog studijskog albuma  Arhivirana inačica izvorne stranice od 24. ožujka 2021. (Wayback Machine) benda, pod nazivom ''Pankeri iz Mercedesa''. 12. ožujka bend je objavio Fukodrom, prvi singl s nadolazećeg albuma.
Drugi studijski album BrudBBB-a ''Pankeri iz Mercedesa'' službeno je izašao 22. ožujka 2021.

## Uzori
Glazbeni uzori BrudBBB-a prilično su svestrani, a često kombiniraju hip hop, funk, alternativni rock i pop.
Prva pjesma benda Lažni prijatelj izrazito se naslanja na reggae žanr, a sadrži i sample pjesme One Love od The Wailersa. Elementi hip hopa uvelike su prisutni u pjesmama ''Sektor nejebica'' i ''Božićna'', od kojih se prva u refrenu fokusira na podvrstu heavy metala i funka srodna bendu Rage Against The Machine.
U razdoblju snimanja ''Nepismenog vuka'', Fantom je bio ovisan o albumu St.Anger od Metallice, te je inspiraciju za glazbu, posebice zvuk gitara i alternativnih štimova bazirao upravo na spomenutom album, posebice pjesmama ''St. Anger'' i ''Purify''. 
Kada je bend izdao ''Curvonu'' 2020., Kreba iz Krebe13 komentirao je kako ga refren neodoljivo podsjeća na pjesmu Billa Withersa, Lovely Day te izjavio da pretpostavlja da je bend ciljano napravio glazbeni omaž Withersu, naročito s obzirom na to da je Withers preminuo dva tjedna prije objave ''Curvone'', razdoblja u kojem je ona i snimljena. Fantom je izjavio kako cilj ''nije nužno bio taj'', ali da Withersa cijeni i da je ''moguće da mu se pjesma (Lovely Day) tih dana provlačila kroz glavu''. Kasnije je u polu šali izjavio da mu imponira što je Withers napravio pjesmu po uzoru na Curvonu.

## Diskografija
Studijski albumi
- Sektor nejebica (2017.)

EP
- Lažni prijatelj EP (2014.)

Singlovi
- Lažni prijatelj (2012.)
- Nepismeni vuk (2014.)
- Svetište (2017.)
- Božićna (2018.)
- Curvona (2020.)
- Pankeri iz Mercedesa (2021.)

## Vanjske poveznice
- Bandcamp Službena Bandcamp stranica BrudBBB-a
- #BrudBBB Instagram
- Lyrics.com
- SoundCloud
- YouTube